# 七峰
七峰（英語：Peak Seven）是南極洲的山峰，位於麥克羅伯特森地，處於薩默斯峰西北面9公里，屬於斯蒂尼爾冰原島峰的一部分，由澳大利亞探險隊發現，現時由南極條約體系管理。